# Тренч, Уильям Пауэр Китинг, 1-й граф Кланкарти
Уильям Пауэр Китинг Тренч, 1-й граф Кланкарти (англ. William Power Keating Trench, 1st Earl of Clancarty; 23 июня 1741 — 27 апреля 1805) — ирландский дворянин и политик.

## Ранняя жизнь
Родился 23 июня 1741 года. Один из шести сыновей политика Ричарда Тренча (1710—1768) и Фрэнсис (урожденной Пауэр) Тренч.
Его бабушкой и дедушкой по отцовской линии были Элизабет (урожденная Эйр) Тренч и Фредерик Тренч, которые представляли Банагер и графство Голуэй в ирландской Палате общин . Его бабушкой и дедушкой по материнской линии были Дэвид Пауэр и Элизабет (урожденная Китинг) Пауэр.

## Карьера
Уильям Тренч был членом парламента в ирландской Палате общин и поддерживал вигов. Он представлял в Ирландском парламенте графство Голуэй с 1768 по 1797 год и служил верховным шерифом графства Килкенни в 1777 году.
25 ноября 1797 года Уильям Тренч получил титул барона Килконнела из Гарбалли (графство Голуэй), став членом Палаты лордов Ирландии. 3 января 1803 года в награду за его постоянную поддержку партии вигов для него был создан титул виконта Данло из Данло и Баллинасло (графство Роскоммон). 11 февраля 1803 году ему был пожалован титул 1-го графа Кланкарти (графство Корк).

## Личная жизнь
30 октября 1762 года Уильям Тренч женился на Энн Гардинер (13 мая 1746 — 8 июля 1829), дочери политика Чарльза Гардинера (1720—1769), члена парламента от Тагмона, и Флоринды (урожденной Норман) Гардинер. Семейная резиденция Тренчей находилась в Гарбалли в Баллинасло. У Уильяма и Энн было девятнадцать детей:
- Фрэнсис Тренч (1765—1768), умершая молодой[4].
- Энн Тренч (1766 — 21 ноября 1833), вышедшая замуж за Уильяма Грегори Кула.
- Леди Флоринда Тренч (3 августа 1766 — 9 февраля 1851), вышедшая замуж за Уильяма Хэндкока, 1-го виконта Каслмейна[англ.][4].
- Фрэнсис Тренч (1767—1805), умерший неженатым[4].
- Чарльз Тренч (1767—1770), умерший молодым[4].
- Ричард Ле Пауэр Тренч, 2-й граф Кланкарти (18 мая 1767 — 24 ноября 1837), третий сын и преемник отца, женившийся на Генриетте Маргарет Стейплс[4].
- Пауэр Ле Пауэр Тренч[англ.] (10 июня 1770 — 26 марта 1839), архиепископ Туама, женившийся на Анне Тейлор[4].
- Уильям Ле Пауэр Тренч[англ.] (4 июля 1771 — 14 августа 1846), контр-адмирал, женившийся на Саре Каппейдж, а после ее смерти — на Маргарет Даунинг[4].
- Чарльз Ле Пауэр Тренч[англ.] (декабрь 1772 — 31 октября 1839), архидьякон Арды, женившийся на Фрэнсис Элвуд.
- Томас Ле Пауэр Тренч (1774 — июнь 1795), умерший неженатым[4].
- Люк Генри Ле Поер Тренч (ноябрь 1775—1798), умерший неженатым[4].
- Луиза Тренч (1776—1785), умершая молодой[4].
- Фредерик Тренч (ноябрь 1778—1800), умерший неженатым[4].
- Роберт Ле Пауэр Тренч (июль 1782 — 14 марта 1823), полковник, женившийся на Летиции Сюзанне Диллон, дочери Роберта Диллона, 1-го барона Клонброка[англ.][4].
- Леди Элизабет Тренч (1784 — 30 мая 1877), вышедшая замуж за Джона Макклинтока[англ.] из Драмкара.
- Леди Гарриет Тренч (сентябрь 1785 — 17 ноября 1855), вышедшая замуж за сэра Дэниела Толера Осборна, 12-го баронета[англ.][4].
- Леди Фрэнсис Мэри Тренч (октябрь 1787 — 22 ноября 1843), вышедшая замуж за Генри Стэнли Монка, 1-го графа Ратдауна[англ.][4].
- Леди Луиза Тренч (март 1789—1852), умершая незамужней[4].
- Леди Эмили Тренч (сентябрь 1790—1816), вышедшая замуж за Роберта Ла Туша[англ.] из Харристауна[4].

63-летний лорд Кланкарти скончался 27 апреля 1805 года в Баллинасло, Ирландия. Ему наследовал его сын Ричард.